# Olympische Sommerspiele 1912/Teilnehmer (Finnland)
| Gelbes Symbol für Goldmedaillen mit stilisierten Olympischen Ringen | Graues Symbol für Silbermedaillen mit stilisierten Olympischen Ringen | Braundes Symbol für Bronzemedaillen mit stilisierten Olympischen Ringen |
| ------------------------------------------------------------------- | --------------------------------------------------------------------- | ----------------------------------------------------------------------- |
| 9                                                                   | 8                                                                     | 9                                                                       |

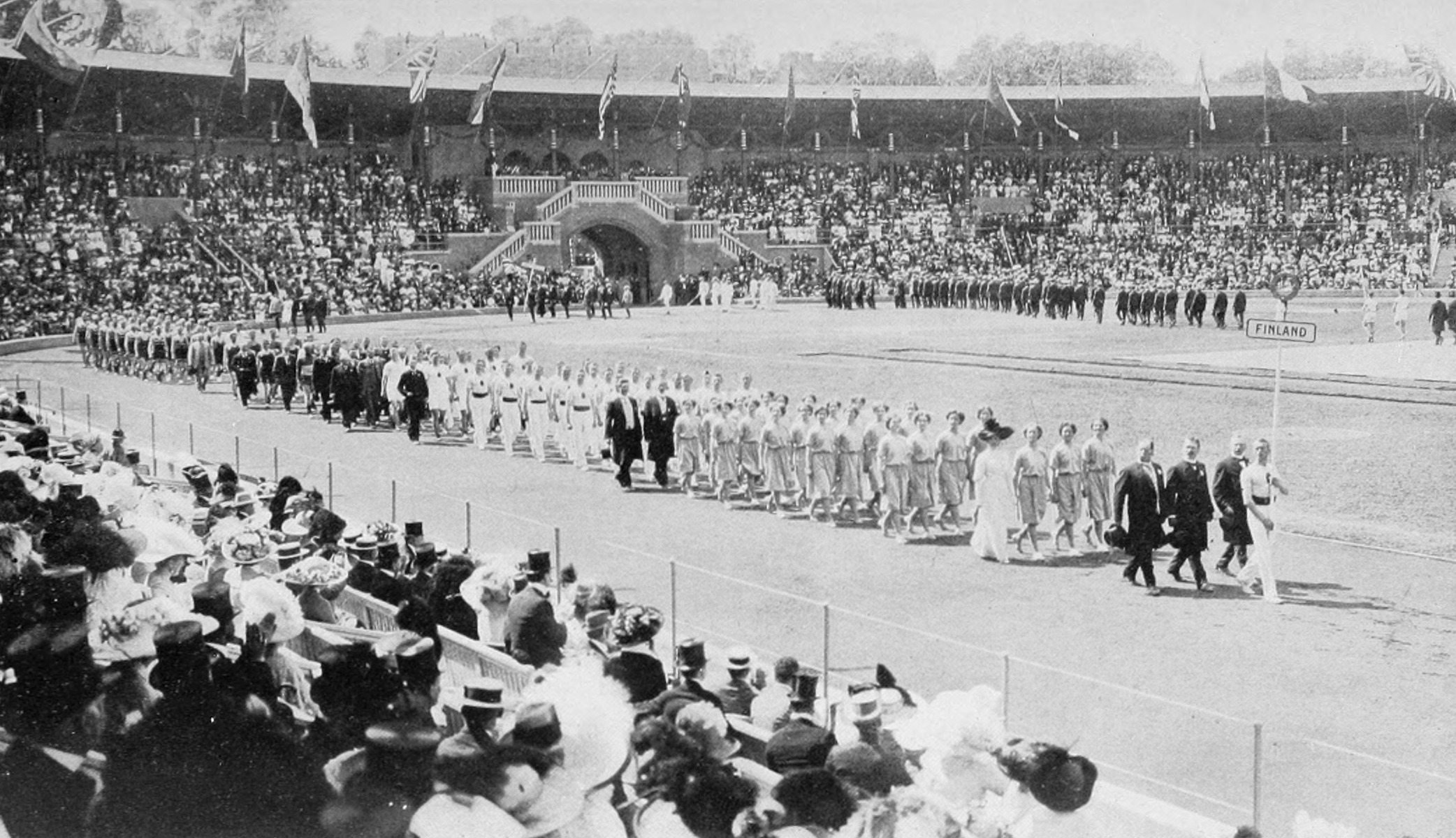
Die finnische Mannschaft bei der Eröffnungsfeier

Finnland nahm an den Olympischen Sommerspielen 1912 in Stockholm, Schweden mit 164 Sportlern teil. Dabei konnten die Athleten neun Gold-, acht Silber- und neun Bronzemedaillen gewinnen.
Russland protestierte gegen die gleichberechtigte Teilnahme einer finnischen Mannschaft, ebenso Österreich gegen Böhmen. Als Kompromiss wurden neben der österreichischen bzw. russischen Flagge eine kleinere böhmische bzw. finnische Fahne gezeigt.

## Medaillengewinner

### Olympiasieger
| Name               | Sportart       | Wettkampf                                         |
| ------------------ | -------------- | ------------------------------------------------- |
| Hannes Kolehmainen | Leichtathletik | 10.000 m                                          |
| Hannes Kolehmainen | Leichtathletik | 5000 m                                            |
| Hannes Kolehmainen | Leichtathletik | Crosscountry Einzelwertung                        |
| Armas Taipale      | Leichtathletik | Diskuswurf                                        |
| Armas Taipale      | Leichtathletik | Diskuswurf (beidarmig)                            |
| Juho Saaristo      | Leichtathletik | Speerwurf (beidarmig)                             |
| Yrjö Saarela       | Ringen         | Schwergewicht (über 82,5 kg) (griechisch-römisch) |
| Kaarlo Koskelo     | Ringen         | Federgewicht (bis 60 kg) (griechisch-römisch)     |
| Eemeli Väre        | Ringen         | Leichtgewicht (bis 67,5 kg) (griechisch-römisch)  |

### Silber
| Name | Sportart       | Wettkampf                                            |
| --- | -------------- | ---------------------------------------------------- |
| Hannes Kolehmainen Jalmari Eskola Albin Stenroos | Leichtathletik | Crosscountry Mannschaftswertung                      |
| Elmer Niklander | Leichtathletik | Diskuswurf (beidarmig)                               |
| Juho Saaristo | Leichtathletik | Speerwurf                                            |
| Väinö Siikaniemi | Leichtathletik | Speerwurf (beidarmig)                                |
| Johan Olin | Ringen         | Schwergewicht (über 82,5 kg) (griechisch-römisch)    |
| Ivar Böhling | Ringen         | Halbschwergewicht (bis 82,5 kg) (griechisch-römisch) |
| Waldemar Björkstén Jacob Björnström Bror Brenner Allan Franck Erik Lindh Juho Arne Pekkalainen Harry Wahl | Segeln         | 10-Meter-Klasse                                      |
| Kaarlo Ekholm Eino Forsström Eero Hyvärinen Mikko Hyvärinen Tauno Ilmoniemi Ilmari Keinänen Hjalmari Kivenheimo Karl Lund Aarne Pelkonen Ilmari Pernaja Arvid Rydman Eino Saastamoinen Aarne Salovaara Heikki Sammallahti Hannes Sirola Klaus Suomela Lauri Tanner Väinö Tiiri Kaarlo Vähämäki Kaarlo Vasama | Turnen         | Freies Turnen                                        |

### Bronze
| Name                                                                                        | Sportart       | Wettkampf                                      |
| ------------------------------------------------------------------------------------------- | -------------- | ---------------------------------------------- |
| Albin Stenroos                                                                              | Leichtathletik | 10.000 m                                       |
| Urho Peltonen                                                                               | Leichtathletik | Speerwurf (beidarmig)                          |
| Elmer Niklander                                                                             | Leichtathletik | Kugelstoßen (beidarmig)                        |
| Otto Lasanen                                                                                | Ringen         | Federgewicht (bis 60 kg) (griechisch-römisch)  |
| Alfred Asikainen                                                                            | Ringen         | Mittelgewicht (bis 75 kg) (griechisch-römisch) |
| Nestori Toivonen                                                                            | Schießen       | Laufender Hirsch 100 m Einzelschuss            |
| Axel Fredrik Londen Nestori Toivonen Iivar Väänänen Ernst Rosenqvist                        | Schießen       | Laufender Hirsch 100 m Einzelschuss Mannschaft |
| Max Alfthan Erik Hartvall Jarl Hulldén Sigurd Juslén Ernst Krogius Eino Sandelin John Silén | Segeln         | 12-Meter-Klasse                                |
| Arthur Ahnger Emil Lindh Bertil Tallberg Gunnar Tallberg Georg Westling                     | Segeln         | 8-Meter-Klasse                                 |

## Teilnehmer nach Sportarten

### Fußball

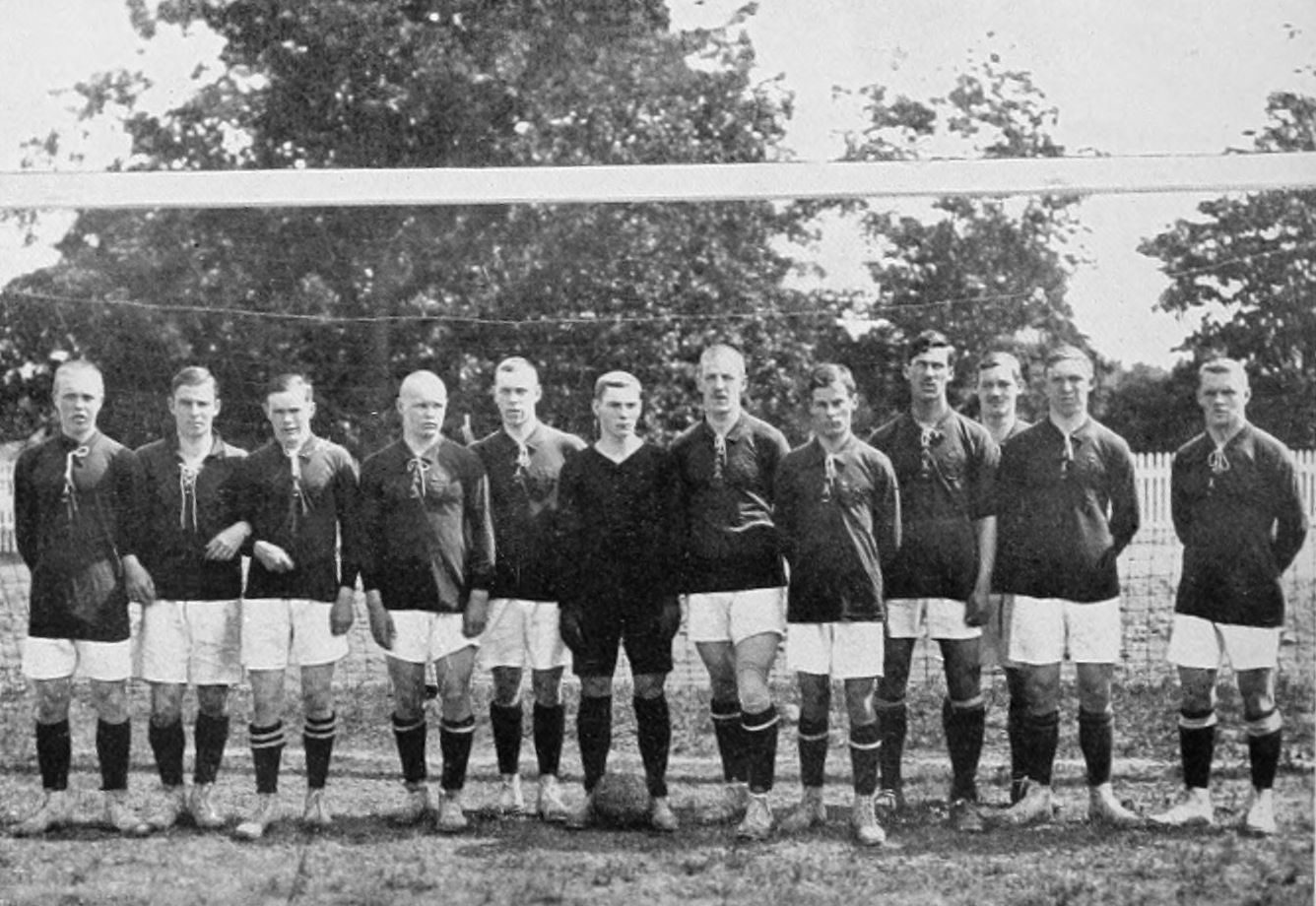
Die finnische Fußballmannschaft bei den Olympischen Sommerspielen 1912

- Männer: Vierter
Gustaf Holmström
Jalmari Holopainen
Viljo Lietola
Gösta Löfgren
Knut Lund
Algoth Niska
Artturi Nyyssönen
Jarl Öhman
Lars Schybergson
Eino Soinio
Kaarlo Soinio
August Syrjäläinen
Lauri Tanner
Bror Wiberg
Ragnar Wickström
Trainer: Carolus Lindberg

### Leichtathletik
| Athlet                                                                         | Disziplin                     | Vorlauf           | Vorlauf           | Halbfinale        | Halbfinale        | Finale           | Finale         |
| Athlet                                                                         | Disziplin                     | Ergebnis          | Platz             | Ergebnis          | Platz             | Ergebnis         | Platz          |
| ------------------------------------------------------------------------------ | ----------------------------- | ----------------- | ----------------- | ----------------- | ----------------- | ---------------- | -------------- |
| Paavo Aho                                                                      | Kugelstoßen                   | nicht ausgetragen | nicht ausgetragen | 12,40 m           | Zehnter           | nicht erreicht   | nicht erreicht |
| Paavo Aho                                                                      | Kugelstoßen                   | nicht ausgetragen | nicht ausgetragen | 23,30 m           | Sechster          | nicht erreicht   | nicht erreicht |
| Jalmari Eskola                                                                 | Crosslauf, Einzelwertung      | nicht ausgetragen | nicht ausgetragen | nicht ausgetragen | nicht ausgetragen | 46:54,8 min      | Vierter        |
| Johan Halme                                                                    | Dreisprung                    | nicht ausgetragen | nicht ausgetragen | 13,79 m           | Elfter            | nicht erreicht   | nicht erreicht |
| Johan Halme                                                                    | Speerwurf                     | nicht ausgetragen | nicht ausgetragen | 54,65 m           | Vierter           | nicht erreicht   | nicht erreicht |
| Johan Halme                                                                    | Speerwurf (beidarmig)         | nicht ausgetragen | nicht ausgetragen | 88,54 m           | Neunter           | nicht erreicht   | nicht erreicht |
| Efraim Harju                                                                   | 1500 m                        | nicht ausgetragen | nicht ausgetragen | k. A.             | Vierter           | nicht erreicht   | nicht erreicht |
| Efraim Harju                                                                   | Crosslauf, Einzelwertung      | nicht ausgetragen | nicht ausgetragen | nicht ausgetragen | nicht ausgetragen | DNF              | DNF            |
| Väinö Heikkilä                                                                 | Crosslauf, Einzelwertung      | nicht ausgetragen | nicht ausgetragen | nicht ausgetragen | nicht ausgetragen | 54:08,0 min      | 25,            |
| Verner Järvinen                                                                | Diskuswurf                    | nicht ausgetragen | nicht ausgetragen | 38,60 m           | 15.               | nicht erreicht   | nicht erreicht |
| Verner Järvinen                                                                | Diskuswurf (beidarmig)        | nicht ausgetragen | nicht ausgetragen | 66,69 m           | Zwölfter          | nicht erreicht   | nicht erreicht |
| Viljam Johansson                                                               | 5000 m                        | nicht ausgetragen | nicht ausgetragen | 15:31,4 min       | Dritter           | DNS              | DNS            |
| Viljam Johansson                                                               | Crosslauf, Einzelwertung      | nicht ausgetragen | nicht ausgetragen | nicht ausgetragen | nicht ausgetragen | 48:03,0 min      | Elfter         |
| Arne Kallberg                                                                  | Marathon                      | nicht ausgetragen | nicht ausgetragen | nicht ausgetragen | nicht ausgetragen | DNF              | DNF            |
| Hannes Kolehmainen                                                             | 5000 m                        | nicht ausgetragen | nicht ausgetragen | 15:38,9 min       | Erster            | 14:36,6 min (OR) | Olympiasieger  |
| Hannes Kolehmainen                                                             | 10.000 m                      | nicht ausgetragen | nicht ausgetragen | 33:49,0 min (OR)  | Erster            | 31:20,8 min (OR) | Olympiasieger  |
| Hannes Kolehmainen                                                             | Crosslauf, Einzelwertung      | nicht ausgetragen | nicht ausgetragen | nicht ausgetragen | nicht ausgetragen | 45:15,6 min      | Olympiasieger  |
| Tatu Kolehmainen                                                               | 10.000 m                      | nicht ausgetragen | nicht ausgetragen | 32:47,8 min       | Erster            | DNF              | DNF            |
| Tatu Kolehmainen                                                               | Marathon                      | nicht ausgetragen | nicht ausgetragen | nicht ausgetragen | nicht ausgetragen | DNF              | DNF            |
| Emil Kukko                                                                     | Weitsprung                    | nicht ausgetragen | nicht ausgetragen | 6,11 m            | 24.               | nicht erreicht   | nicht erreicht |
| Emil Kukko                                                                     | Speerwurf                     | nicht ausgetragen | nicht ausgetragen | 44,66 m           | 18.               | nicht erreicht   | nicht erreicht |
| Emil Kukko                                                                     | Fünfkampf                     | nicht ausgetragen | nicht ausgetragen | nicht ausgetragen | nicht ausgetragen | 35               | Zwölfter       |
| Wilhelm Kyrönen                                                                | Crosslauf, Einzelwertung      | nicht ausgetragen | nicht ausgetragen | nicht ausgetragen | nicht ausgetragen | 47:32,0 min      | Siebter        |
| Arvo Laine                                                                     | Hochsprung                    | nicht ausgetragen | nicht ausgetragen | 1,75 m            | 13.               | nicht erreicht   | nicht erreicht |
| Aarne Lindholm                                                                 | 5000 m                        | nicht ausgetragen | nicht ausgetragen | DNF               | DNF               | nicht erreicht   | nicht erreicht |
| Aarne Lindholm                                                                 | Crosslauf, Einzelwertung      | nicht ausgetragen | nicht ausgetragen | nicht ausgetragen | nicht ausgetragen | DNF              | DNF            |
| Jonni Myyrä                                                                    | Speerwurf                     | nicht ausgetragen | nicht ausgetragen | 51,33 m           | Achter            | nicht erreicht   | nicht erreicht |
| Elmer Niklander                                                                | Kugelstoßen                   | nicht ausgetragen | nicht ausgetragen | 13,65 m           | Vierter           | nicht erreicht   | nicht erreicht |
| Elmer Niklander                                                                | Diskuswurf                    | nicht ausgetragen | nicht ausgetragen | 42,09 m (OR)      | Vierter           | nicht erreicht   | nicht erreicht |
| Elmer Niklander                                                                | Kugelstoßen (beidarmig)       | nicht ausgetragen | nicht ausgetragen | 26,67 m           | Erster            | 27,14 m          | Dritter        |
| Elmer Niklander                                                                | Diskuswurf (beidarmig)        | nicht ausgetragen | nicht ausgetragen | 72,05 m           | Dritter           | 77,96 m          | Zweiter        |
| Urho Peltonen                                                                  | Speerwurf                     | nicht ausgetragen | nicht ausgetragen | 49,20 m           | Neunter           | nicht erreicht   | nicht erreicht |
| Urho Peltonen                                                                  | Speerwurf (beidarmig)         | nicht ausgetragen | nicht ausgetragen | 100,24 m          | Dritter           | k. A.            | Dritter        |
| Lauri Pihkala                                                                  | 800 m                         | DNF               | DNF               | nicht erreicht    | nicht erreicht    | nicht erreicht   | nicht erreicht |
| Julius Saaristo                                                                | Speerwurf                     | nicht ausgetragen | nicht ausgetragen | 55,37 m (OR)      | Zweiter           | 58,66 m          | Zweiter        |
| Julius Saaristo                                                                | Speerwurf (beidarmig)         | nicht ausgetragen | nicht ausgetragen | 109,42 m          | Erster            | k. A.            | Olympiasieger  |
| Väinö Siikaniemi                                                               | Speerwurf                     | nicht ausgetragen | nicht ausgetragen | 52,43 m           | Fünfter           | nicht erreicht   | nicht erreicht |
| Väinö Siikaniemi                                                               | Speerwurf (beidarmig)         | nicht ausgetragen | nicht ausgetragen | 101,13 m          | Zweiter           | k. A.            | Zweiter        |
| Albin Stenroos                                                                 | 10.000 m                      | nicht ausgetragen | nicht ausgetragen | 33:28,4 min       | Vierter           | 32:21,8 min      | Dritter        |
| Albin Stenroos                                                                 | Crosslauf, Einzelwertung      | nicht ausgetragen | nicht ausgetragen | nicht ausgetragen | nicht ausgetragen | 47:23,4 min      | Sechster       |
| Armas Taipale                                                                  | Diskuswurf                    | nicht ausgetragen | nicht ausgetragen | 43,91 m (OR)      | Erster            | 45,21 m (OR)     | Olympiasieger  |
| Armas Taipale                                                                  | Diskuswurf (beidarmig)        | nicht ausgetragen | nicht ausgetragen | 80,03 m           | Erster            | 82,86 m          | Olympiasieger  |
| Valdemar Wickholm                                                              | 110 m Hürden                  | 16,6 s            | Zweiter           | 16,6 s            | Zweiter           | nicht erreicht   | nicht erreicht |
| Valdemar Wickholm                                                              | Zehnkampf                     | nicht ausgetragen | nicht ausgetragen | nicht ausgetragen | nicht ausgetragen | 7058,795 Punkte  | Siebter        |
| Jalmari Eskola Hannes Kolehmainen Albin Stenroos                               | Crosslauf, Mannschaftswertung | nicht ausgetragen | nicht ausgetragen | nicht ausgetragen | nicht ausgetragen | Elfter           | Zweiter        |
| Efraim Harju Viljam Johansson Hannes Kolehmainen Aarne Lindholm Albin Stenroos | 3000 m Mannschaft             | nicht ausgetragen | nicht ausgetragen | zwölf Punkte      | Zweiter           | nicht erreicht   | nicht erreicht |

### Radsport
| Athlet                                                 | Disziplin                  | Finale       | Finale   |
| Athlet                                                 | Disziplin                  | Zeit         | Platz    |
| ------------------------------------------------------ | -------------------------- | ------------ | -------- |
| Johannes Jaakonaho                                     | Einzelzeitfahren (320 km)  | DNF          | DNF      |
| Juhani Kankkonen                                       | Einzelzeitfahren (320 km)  | 11:41:35,5 h | 34.      |
| Antti Raita                                            | Einzelzeitfahren (320 km)  | 11:02:20,3 h | Sechster |
| Wilho Tilkanen                                         | Einzelzeitfahren (320 km)  | 11:28:38,5 h | 21.      |
| Frans Väre                                             | Einzelzeitfahren (320 km)  | 11:21:29,2 h | 66.      |
| Juhani Kankkonen Antti Raita Wilho Tilkanen Frans Väre | Mannschaftsfahren (320 km) | 46:34:03,5 h | Fünfter  |

### Ringen
| Athlet              | Disziplin                       | Erste Runde          | Zweite Runde         | Dritte Runde        | Vierte Runde          | Fünfte Runde                  | Sechste Runde       | Siebte Runde        | Finale                  | Finale                  | Finale                  | Finale        |
| Athlet              | Disziplin                       | Gegner Ergebnis      | Gegner Ergebnis      | Gegner Ergebnis     | Gegner Ergebnis       | Gegner Ergebnis               | Gegner Ergebnis     | Gegner Ergebnis     | Match A Gegner Ergebnis | Match B Gegner Ergebnis | Match C Gegner Ergebnis | Rank          |
| ------------------- | ------------------------------- | -------------------- | -------------------- | ------------------- | --------------------- | ----------------------------- | ------------------- | ------------------- | ----------------------- | ----------------------- | ----------------------- | ------------- |
| Karl Åberg          | Mittelgewicht (bis 75 kg)       | Steputat Gewonnen    | Kurz Gewonnen        | Merkle Gewonnen     | Miskey Gewonnen       | Holm Gewonnen                 | Klein Verloren      | Johanson Verloren   | nicht erreicht          | nicht erreicht          | nicht erreicht          | Vierter       |
| Alfred Asikainen    | Mittelgewicht (bis 75 kg)       | Bacon Gewonnen       | Bacon Gewonnen       | Victal Gewonnen     | Andersson Gewonnen    | Johanson Verloren             | Sint Gewonnen       | Freilos             | Klein Verloren          | Johanson DNS            | nicht erreicht          | Dritter       |
| Emil Backenius      | Schwergewicht (über 82,5 kg)    | Bonneveld Verloren   | Gerstmans Gewonnen   | Barrett Gewonnen    | Pelander Gewonnen     | Søren Marinus Jensen Verloren | nicht erreicht      | nicht ausgetragen   | nicht erreicht          | nicht erreicht          | nicht erreicht          | Sechster      |
| Ivar Böhling        | Halbschwergewicht (bis 82,5 kg) | Martin Gewonnen      | Gross Gewonnen       | Öhler Gewonnen      | Arpe Gewonnen         | Christensen Gewonnen          | Lange Gewonnen      | nicht ausgetragen   | Freilos                 | Varga Gewonnen          | Ahlgren Gewonnen        | Zweiter       |
| Lauri Haapanen      | Federgewicht (bis 60 kg)        | Pereira Gewonnen     | Szoszky Gewonnen     | Hetmar Gewonnen     | Gerstäcker Verloren   | Freilos                       | Öberg Verloren      | nicht erreicht      | nicht erreicht          | nicht erreicht          | nicht erreicht          | Sechster      |
| Mikko Holm          | Mittelgewicht (bis 75 kg)       | Merkle Verloren      | Andersen Gewonnen    | Kurz Gewonnen       | Johansson Gewonnen    | Åberg Verloren                | nicht erreicht      | nicht erreicht      | nicht erreicht          | nicht erreicht          | nicht erreicht          | Siebter       |
| August Jokinen      | Mittelgewicht (bis 75 kg)       | Gundersen Gewonnen   | Polis Gewonnen       | Carcereri Gewonnen  | Kokotowitsch Gewonnen | Fältström Gewonnen            | Johanson Verloren   | Klein Verloren      | nicht erreicht          | nicht erreicht          | nicht erreicht          | Vierter       |
| Karl Kangas         | Federgewicht (bis 60 kg)        | Akondinow Gewonnen   | Larsson Gewonnen     | Pongrácz Gewonnen   | Beckman Gewonnen      | Gerstäcker Gewonnen           | Koskelo Verloren    | nicht erreicht      | nicht erreicht          | nicht erreicht          | nicht erreicht          | Sechster      |
| David Kolehmainen   | Leichtgewicht (bis 67,5 kg)     | Olsen Gewonnen       | Eillebrecht Gewonnen | Björklund Gewonnen  | Lund Verloren         | Heckel Gewonnen               | Kaplur Verloren     | nicht erreicht      | nicht erreicht          | nicht erreicht          | nicht erreicht          | Sechster      |
| Kaarlo Koskelo      | Federgewicht (bis 60 kg)        | Rauss Gewonnen       | Hansen Gewonnen      | Schärer Gewonnen    | Andersson Gewonnen    | Hetmar Gewonnen               | Kangas Gewonnen     | Freilos             | Freilos                 | Lasanen Gewonnen        | Gerstäcker Gewonnen     | Olympiasieger |
| Oskar Kumpu         | Halbschwergewicht (bis 82,5 kg) | Arpe Verloren        | Öhler Verloren       | nicht erreicht      | nicht erreicht        | nicht erreicht                | nicht erreicht      | nicht ausgetragen   | nicht erreicht          | nicht erreicht          | nicht erreicht          | 20.           |
| Otto Laitinen       | Leichtgewicht (bis 67,5 kg)     | Svensson Gewonnen    | Fischer Gewonnen     | Halík Gewonnen      | Radvány Verloren      | DNS                           | nicht erreicht      | nicht erreicht      | nicht erreicht          | nicht erreicht          | nicht erreicht          | 16.           |
| Otto Lasanen        | Federgewicht (bis 60 kg)        | Beckman Gewonnen     | Persson Gewonnen     | Gullaksen Gewonnen  | Larsson Gewonnen      | Johansson Verloren            | Leivonen Gewonnen   | Öberg Gewonnen      | Gerstäcker Verloren     | Koskelo Verloren        | nicht erreicht          | Dritter       |
| Hjalmar Lehmusvirta | Federgewicht (bis 60 kg)        | Cockings Gewonnen    | Ciai Gewonnen        | Hestdahl Gewonnen   | Rauss Gewonnen        | Öberg Verloren                | Gerstäcker Verloren | nicht erreicht      | nicht erreicht          | nicht erreicht          | nicht erreicht          | Sechster      |
| Kaarlo Leivonen     | Federgewicht (bis 60 kg)        | Ciai Gewonnen        | Cockings Gewonnen    | Öberg Gewonnen      | Beránek Gewonnen      | Larsson Gewonnen              | Lasanen Verloren    | Gerstäcker Verloren | nicht erreicht          | nicht erreicht          | nicht erreicht          | Vierter       |
| Gustaf Lind         | Halbschwergewicht (bis 82,5 kg) | Pétursson Verloren   | Arpe Verloren        | nicht erreicht      | nicht erreicht        | nicht erreicht                | nicht erreicht      | nicht ausgetragen   | nicht erreicht          | nicht erreicht          | nicht erreicht          | 20.           |
| Karl Lind           | Halbschwergewicht (bis 82,5 kg) | Løvold Gewonnen      | Gardini Verloren     | Ahlgren Verloren    | nicht erreicht        | nicht erreicht                | nicht erreicht      | nicht ausgetragen   | nicht erreicht          | nicht erreicht          | nicht erreicht          | 16.           |
| Knut Lindberg       | Halbschwergewicht (bis 82,5 kg) | Lange Gewonnen       | Ekman Gewonnen       | Varga Verloren      | Nilsson Gewonnen      | Ahlgren Verloren              | nicht erreicht      | nicht ausgetragen   | nicht erreicht          | nicht erreicht          | nicht erreicht          | Sechster      |
| Adolf Lindfors      | Schwergewicht (über 82,5 kg)    | Sandberg Gewonnen    | Jensen Verloren      | Freilos             | Neser Verloren        | nicht erreicht                | nicht erreicht      | nicht ausgetragen   | nicht erreicht          | nicht erreicht          | nicht erreicht          | Siebter       |
| Fridolf Lundsten    | Mittelgewicht (bis 75 kg)       | Melin Gewonnen       | Bacon Gewonnen       | Andersson Gewonnen  | Johanson Verloren     | Sint Verloren                 | nicht erreicht      | nicht erreicht      | nicht erreicht          | nicht erreicht          | nicht erreicht          | Siebter       |
| Risto Mustonen      | Federgewicht (bis 60 kg)        | Hetmar Verloren      | Gerstäcker Verloren  | nicht erreicht      | nicht erreicht        | nicht erreicht                | nicht erreicht      | nicht erreicht      | nicht erreicht          | nicht erreicht          | nicht erreicht          | 26.           |
| Johan Olin          | Schwergewicht (über 82,5 kg)    | Paoli Gewonnen       | Lindstrand Gewonnen  | Neser Gewonnen      | Viljaama Verloren     | Saarela Gewonnen              | Freilos             | nicht ausgetragen   | Freilos                 | Jensen Gewonnen         | Saarela Verloren        | Zweiter       |
| Gustaf Pelander     | Schwergewicht (über 82,5 kg)    | Karlsson Gewonnen    | Sandberg Gewonnen    | Jensen Verloren     | Backenius Verloren    | nicht erreicht                | nicht erreicht      | nicht ausgetragen   | nicht erreicht          | nicht erreicht          | nicht erreicht          | Siebter       |
| Tuomas Pukkila      | Leichtgewicht (bis 67,5 kg)     | Covre Verloren       | Hayes Gewonnen       | Heckel Verloren     | nicht erreicht        | nicht erreicht                | nicht erreicht      | nicht erreicht      | nicht erreicht          | nicht erreicht          | nicht erreicht          | 23            |
| Anders Rajala       | Halbschwergewicht (bis 82,5 kg) | Gross Gewonnen       | Nagel Gewonnen       | Arpe Gewonnen       | Pétursson Verloren    | Eriksen Gewonnen              | Varga Verloren      | nicht ausgetragen   | nicht erreicht          | nicht erreicht          | nicht erreicht          | Vierter       |
| Yrjö Saarela        | Schwergewicht (über 82,5 kg)    | Karlsson Gewonnen    | Hauptmanns Gewonnen  | Lindstrand Gewonnen | Jensen Gewonnen       | Olin Verloren                 | Neser Gewonnen      | nicht ausgetragen   | Jensen Gewonnen         | Freilos                 | Olin Gewonnen           | Olympiasieger |
| Jussi Salila        | Halbschwergewicht (bis 82,5 kg) | Fogelmark Gewonnen   | Pétursson Verloren   | Eriksen Verloren    | nicht erreicht        | nicht erreicht                | nicht erreicht      | nicht ausgetragen   | nicht erreicht          | nicht erreicht          | nicht erreicht          | 16.           |
| Johan Salonen       | Leichtgewicht (bis 67,5 kg)     | Bouffechoux Gewonnen | Baumann Gewonnen     | Kaplur Verloren     | Frydenlund Gewonnen   | Nilsson Verloren              | nicht erreicht      | nicht erreicht      | nicht erreicht          | nicht erreicht          | nicht erreicht          | Elfter        |
| Aatami Tanttu       | Leichtgewicht (bis 67,5 kg)     | Eillebrecht Gewonnen | Olsen Gewonnen       | Lund Gewonnen       | Heckel Verloren       | Kaplur Verloren               | nicht erreicht      | nicht erreicht      | nicht erreicht          | nicht erreicht          | nicht erreicht          | Elfter        |
| Paul Tirkkonen      | Leichtgewicht (bis 67,5 kg)     | Stejskal Gewonnen    | Malmström Verloren   | DNS                 | nicht erreicht        | nicht erreicht                | nicht erreicht      | nicht erreicht      | nicht erreicht          | nicht erreicht          | nicht erreicht          | 29.           |
| Teodor Tirkkonen    | Mittelgewicht (bis 75 kg)       | Rhys Gewonnen        | Johanson Verloren    | Johansson Gewonnen  | Sint Verloren         | nicht erreicht                | nicht erreicht      | nicht erreicht      | nicht erreicht          | nicht erreicht          | nicht erreicht          | Elfter        |
| Johan Urvikko       | Leichtgewicht (bis 67,5 kg)     | Malmström Verloren   | Stejskal Gewonnen    | Orosz Gewonnen      | Hansen Verloren       | nicht erreicht                | nicht erreicht      | nicht erreicht      | nicht erreicht          | nicht erreicht          | nicht erreicht          | 17.           |
| Emil Väre           | Leichtgewicht (bis 67,5 kg)     | Baumann Gewonnen     | Bouffechoux Gewonnen | Covre Gewonnen      | Kaplur Gewonnen       | Balej Gewonnen                | Malmström Gewonnen  | Freilos             | Mathiasson Gewonnen     | Freilos                 | Malmström Gewonnen      | Olympiasieger |
| Kalle Viljamaa      | Schwergewicht (über 82,5 kg)    | Hauptmanns Gewonnen  | Paoli Gewonnen       | Bonneveld Gewonnen  | Olin Gewonnen         | Neser Verloren                | DNS                 | nicht ausgetragen   | nicht erreicht          | nicht erreicht          | nicht erreicht          | Fünfter       |
| Emil Westerlund     | Mittelgewicht (bis 75 kg)       | Dahlberg Gewonnen    | Frank Verloren       | Sint Gewonnen       | Totuschek Gewonnen    | Klein Verloren                | nicht erreicht      | nicht erreicht      | nicht erreicht          | nicht erreicht          | nicht erreicht          | Siebter       |
| Oscar Wiklund       | Halbschwergewicht (bis 82,5 kg) | Eriksen Gewonnen     | Varga Gewonnen       | Pétursson Gewonnen  | Lange Verloren        | DNS                           | nicht erreicht      | nicht ausgetragen   | nicht erreicht          | nicht erreicht          | nicht erreicht          | Zehnter       |
| Volmar Wikström     | Leichtgewicht (bis 67,5 kg)     | Lesieur Gewonnen     | Rydström Gewonnen    | Mathiasson Gewonnen | Nilsson Gewonnen      | Malmström Verloren            | Lund Verloren       | nicht erreicht      | nicht erreicht          | nicht erreicht          | nicht erreicht          | Sechster      |

### Rudern
| Athlet                                                                                | Disziplin                        | Vorrunde   | Vorrunde | Viertelfinale  | Viertelfinale  | Halbfinale     | Halbfinale     | Finale         | Finale         |
| Athlet                                                                                | Disziplin                        | Result     | Platz    | Result         | Platz          | Result         | Platz          | Result         | Platz          |
| ------------------------------------------------------------------------------------- | -------------------------------- | ---------- | -------- | -------------- | -------------- | -------------- | -------------- | -------------- | -------------- |
| Axel Haglund                                                                          | Einer                            | k. A.      | Zweiter  | nicht erreicht | nicht erreicht | nicht erreicht | nicht erreicht | nicht erreicht | nicht erreicht |
| Oskar Forsman Valdemar Henriksson (Steuermann) Karl Lönnberg Johan Nyholm Emil Nylund | Vierer mit Steuermann (Ausleger) | 7:18,2 min | Erster   | 7:12,5 min     | Zweiter        | nicht erreicht | nicht erreicht | nicht erreicht | nicht erreicht |

### Schießen
| Athlet                                                                             | Disziplin                                      | Finale   | Finale   |
| Athlet                                                                             | Disziplin                                      | Ergebnis | Platz    |
| ---------------------------------------------------------------------------------- | ---------------------------------------------- | -------- | -------- |
| Jalo Autonen                                                                       | Freies Gewehr 300 m                            | 776      | 59.      |
| Carl Bacher                                                                        | Tontaubenschießen                              | 13       | 45.      |
| Emil Collan                                                                        | Tontaubenschießen                              | 38       | 29.      |
| Emil Fabritius                                                                     | Tontaubenschießen                              | 11       | 53.      |
| Karl Fazer                                                                         | Tontaubenschießen                              | 86       | Zwölfter |
| Emil Holm                                                                          | Freies Gewehr 300 m                            | 835      | 49.      |
| Robert Huber                                                                       | Tontaubenschießen                              | 38       | 29.      |
| Heikki Huttunen                                                                    | Freies Gewehr 300 m                            | 906      | 25.      |
| Heikki Huttunen                                                                    | Beliebige Scheibenpistole 50 m                 | 424      | 28.      |
| Lauri Kolho                                                                        | Freies Gewehr 300 m                            | 787      | 57.      |
| Voitto Kolho                                                                       | Freies Gewehr 300 m                            | 923      | 13.      |
| Axel Fredrik Londen                                                                | Laufender Hirsch 100 m Einzelschuss            | 31       | 15.      |
| Gustaf Nyman                                                                       | Freies Gewehr 300 m                            | 913      | 19.      |
| Karl Reilin                                                                        | Laufender Hirsch 100 m Einzelschuss            | 26       | 26.      |
| Ernst Rosenqvist                                                                   | Laufender Hirsch 100 m Einzelschuss            | 32       | 14.      |
| Gustaf Schnitt                                                                     | Tontaubenschießen                              | 88       | Vierter  |
| Nestori Toivonen                                                                   | Freies Gewehr 300 m                            | DNF      | DNF      |
| Nestori Toivonen                                                                   | Laufender Hirsch 100 m Einzelschuss            | 41       | Dritter  |
| Huvi Tuiskunen                                                                     | Freies Gewehr 300 m                            | 875      | 39.      |
| Huvi Tuiskunen                                                                     | Laufender Hirsch 100 m Einzelschuss            | 28       | 21.      |
| Iivar Väänänen                                                                     | Laufender Hirsch 100 m Einzelschuss            | 28       | 21.      |
| Vilho Vauhkonen                                                                    | Freies Gewehr 300 m                            | 870      | 41.      |
| Axel Fredrik Londen Ernst Rosenqvist Nestori Toivonen Iivar Väänänen               | Laufender Hirsch 100 m Einzelschuss Mannschaft | 123      | Dritter  |
| Carl Bacher Emil Collan Karl Fazer Robert Huber Axel Fredrik Londen Gustaf Schnitt | Tontaubenschießen Mannschaft                   | 233      | Fünfter  |
| Emil Holm Heikki Huttunen Voitto Kolho Gustaf Nyman Huvi Tuiskunen Vilho Vauhkonen | Freies Gewehr Mannschaft                       | 5323     | Fünfter  |

### Schwimmen
| Athlet           | Disziplin      | Vorläufe          | Vorläufe          | Viertelfinale | Viertelfinale | Halbfinale     | Halbfinale     | Finale         | Finale         |
| Athlet           | Disziplin      | Zeit              | Platz             | Zeit          | Platz         | Zeit           | Platz          | Zeit           | Platz          |
| ---------------- | -------------- | ----------------- | ----------------- | ------------- | ------------- | -------------- | -------------- | -------------- | -------------- |
| Männer           |                |                   |                   |               |               |                |                |                |                |
| Arvo Aaltonen    | 200 m Brust    | nicht ausgetragen | nicht ausgetragen | 3:13,0 min    | Zweiter       | 3:17,0 min     | Sechster       | nicht erreicht | nicht erreicht |
| Arvo Aaltonen    | 400 m Brust    | nicht ausgetragen | nicht ausgetragen | 6:48,8 min    | Zweiter       | 6:56,8 min     | Dritter        | nicht erreicht | nicht erreicht |
| Herman Cederberg | 200 m Brust    | nicht ausgetragen | nicht ausgetragen | 3:18,6 min    | Dritter       | nicht erreicht | nicht erreicht | nicht erreicht | nicht erreicht |
| Vilhelm Lindgrén | 200 m Brust    | nicht ausgetragen | nicht ausgetragen | 3:21,2 min    | Vierter       | nicht erreicht | nicht erreicht | nicht erreicht | nicht erreicht |
| Vilhelm Lindgrén | 400 m Brust    | nicht ausgetragen | nicht ausgetragen | 7:12,6 min    | Dritter       | nicht erreicht | nicht erreicht | nicht erreicht | nicht erreicht |
| Lennart Lindroos | 200 m Brust    | nicht ausgetragen | nicht ausgetragen | 3:16,6 min    | Dritter       | 3:11,6 min     | Vierter        | nicht erreicht | nicht erreicht |
| Lennart Lindroos | 400 m Brust    | nicht ausgetragen | nicht ausgetragen | 7:03,0 min    | Zweiter       | 7:02,4 min     | Vierter        | nicht erreicht | nicht erreicht |
| Frauen           |                |                   |                   |               |               |                |                |                |                |
| Tyyne Järvi      | 100 m Freistil | nicht ausgetragen | nicht ausgetragen | 1:42,4 min    | Fünfter       | nicht erreicht | nicht erreicht | nicht erreicht | nicht erreicht |
| Regina Kari      | 100 m Freistil | nicht ausgetragen | nicht ausgetragen | k. A.         | Sechster      | nicht erreicht | nicht erreicht | nicht erreicht | nicht erreicht |

### Segeln
| Athlet                                                                                                | Disziplin       | Erstes Rennen | Erstes Rennen | Erstes Rennen | Zweites Rennen | Zweites Rennen | Zweites Rennen | Total  | Total     | Total   |
| Athlet                                                                                                | Disziplin       | Zeit          | Punkte        | Platz         | Zeit           | Punkte         | Platz          | Punkte | Zeit      | Platz   |
| --- | --------------- | ------------- | ------------- | ------------- | -------------- | -------------- | -------------- | ------ | --------- | ------- |
| Ernst Estlander Torsten Sandelin Gunnar Stenbäck                                                      | 6-Meter-Klasse  | 2:39:33 h     | 0             | Vierter       | 2:31:02 h      | 0              | Sechster       | 0      | k. A.     | Fünfter |
| Arthur Ahnger Emil Lindh Bertil Tallberg Gunnar Tallberg Georg Westling                               | 8-Meter-Klasse  | 2:21:03 h     | 0             | Fünfter       | 2:14:50 h      | 3              | Zweiter        | 3      | 2:27:41 h | Dritter |
| Curt Andstén Jarl Andstén Carl Girsén Gustaf Estlander Bertel Juslén                                  | 8-Meter-Klasse  | 2:17:28 h     | 1             | Dritter       | 2:14:54 h      | 1              | Dritter        | 2      | k. A.     | Vierter |
| Waldemar Björkstén Jacob Björnström Bror Brenner Allan Franck Erik Lindh Aarne Pekkalainen Harry Wahl | 10-Meter-Klasse | 3:59:07 h     | 3             | Zweiter       | 3:50:09 h      | 1              | Dritter        | 4      | 4:21:41 h | Zweiter |
| Max Alfthan Erik Hartvall Jarl Hulldén Sigurd Juslén Ernst Krogius Eino Sandelin John Silén           | 12-Meter-Klasse | 3:25:45 h     | 1             | Dritter       | 3:48:55 h      | 1              | Dritter        | 2      | k. A.     | Dritter |

### Turnen
| Athlet | Disziplin       | Finale   | Finale  |
| Athlet | Disziplin       | Ergebnis | Platz   |
| --- | --------------- | -------- | ------- |
| Kaarlo Ekholm | Einzelmehrkampf | DNF      | DNF     |
| Karl Jansson | Einzelmehrkampf | 103,00   | 31.     |
| Villiam Nieminen | Einzelmehrkampf | 105,75   | 27.     |
| Anders Tamminen | Einzelmehrkampf | 90,50    | 37.     |
| Yrjö Vuolio | Einzelmehrkampf | DNF      | DNF     |
| Kaarlo Ekholm Eino Forsström Eero Hyvärinen Mikko Hyvärinen Tauno Ilmoniemi Ilmari Keinänen Hjalmari Kivenheimo Karl Lund Aarne Pelkonen Ilmari Pernaja Arvid Rydman Eino Saastamoinen Aarne Salovaara Heikki Sammallahti Hannes Sirola Klaus Suomela Lauri Tanner Väinö Tiiri Kaarlo Vähämäki Kaarlo Vasama | Freies Turnen   | 21,85    | Zweiter |

### Wasserspringen
| Athlet           | Disziplin                                  | Vorrunde | Vorrunde | Finale         | Finale         |
| Athlet           | Disziplin                                  | Ergebnis | Platz    | Ergebnis       | Platz          |
| ---------------- | ------------------------------------------ | -------- | -------- | -------------- | -------------- |
| Männer           |                                            |          |          |                |                |
| Toivo Aro        | Turmspringen (einfach und zusammengesetzt) | 62,75    | Dritter  | 57,05          | Achter         |
| Toivo Aro        | Turmspringen einfach (5 und 10 m)          | 39,4     | Zweiter  | 36,3           | Fünfter        |
| Tauno Ilmoniemi  | Turmspringen einfach (5 und 10 m)          | 35,0     | Dritter  | nicht erreicht | nicht erreicht |
| Kalle Kainuvaara | Turmspringen (einfach und zusammengesetzt) | 48,1     | Siebter  | nicht erreicht | nicht erreicht |
| Kalle Kainuvaara | Turmspringen einfach (5 und 10 m)          | 33,2     | Dritter  | nicht erreicht | nicht erreicht |
| Albert Nyman     | Turmspringen einfach (5 und 10 m)          | 32,0     | Vierter  | nicht erreicht | nicht erreicht |
| Leo Suni         | Turmspringen (einfach und zusammengesetzt) | 48,93    | Neunter  | nicht erreicht | nicht erreicht |
| Leo Suni         | Turmspringen einfach (5 und 10 m)          | 32,1     | Fünfter  | nicht erreicht | nicht erreicht |
| Oscar Wetzell    | Kunstspringen 1 m und 3 m                  | 58.7     | Siebter  | nicht erreicht | nicht erreicht |
| Oscar Wetzell    | Turmspringen (einfach und zusammengesetzt) | 50,46    | Sechster | nicht erreicht | nicht erreicht |
| Oscar Wetzell    | Turmspringen einfach (5 und 10 m)          | 33,8     | Zweiter  | nicht erreicht | nicht erreicht |